# Buzançais
Buzançais – miejscowość i gmina we Francji, w Regionie Centralnym, w departamencie Indre.
Według danych na rok 1990 gminę zamieszkiwało 4749 osób, a gęstość zaludnienia wynosiła 81 osób/km² (wśród 1842 gmin Regionu Centralnego Buzançais plasuje się na 70. miejscu pod względem liczby ludności, natomiast pod względem powierzchni na miejscu 54.).